# NGC 7070A
NGC 7070A هي مجرة محدبة تبعد حوالي 104 مليون سنة ضوئية تقع في كوكبة الكركي (كوكبة).

## الخصائص
NGC 7070A لديه رفيق وهو عبارة عن المجرة الحلزونية 7070 NGC وتم فصلهما عن بعضها البعض بنحو 636,090 سنة ضوئية. وتحتوي على ممر غبار قوي يعبرها وغلاف مدي يحيط بها. ويفترض أن هذة المميزات تشكلت بسبب تنامي مجرة قرصية أصغر منذ مليار سنة مضت والتي مزقتها جاذبية NGC 7070A

## المجرات القريبة
محرة NGC 7070A عضو في مجموعة مجرات معروفة باسم مجموعة NGC 7079. مجرات NGC الأخرى في المجموعة هي NGC 7070، NGC 7079، NGC 7097 وNGC 7097A.

## وصلات خارجية
- NGC 7070A على موقع ويكي سكاي: DSS2, SDSS, GALEX, IRAS, Hydrogen α, X-Ray, Astrophoto, Sky Map, Articles and images